# Tee-ball

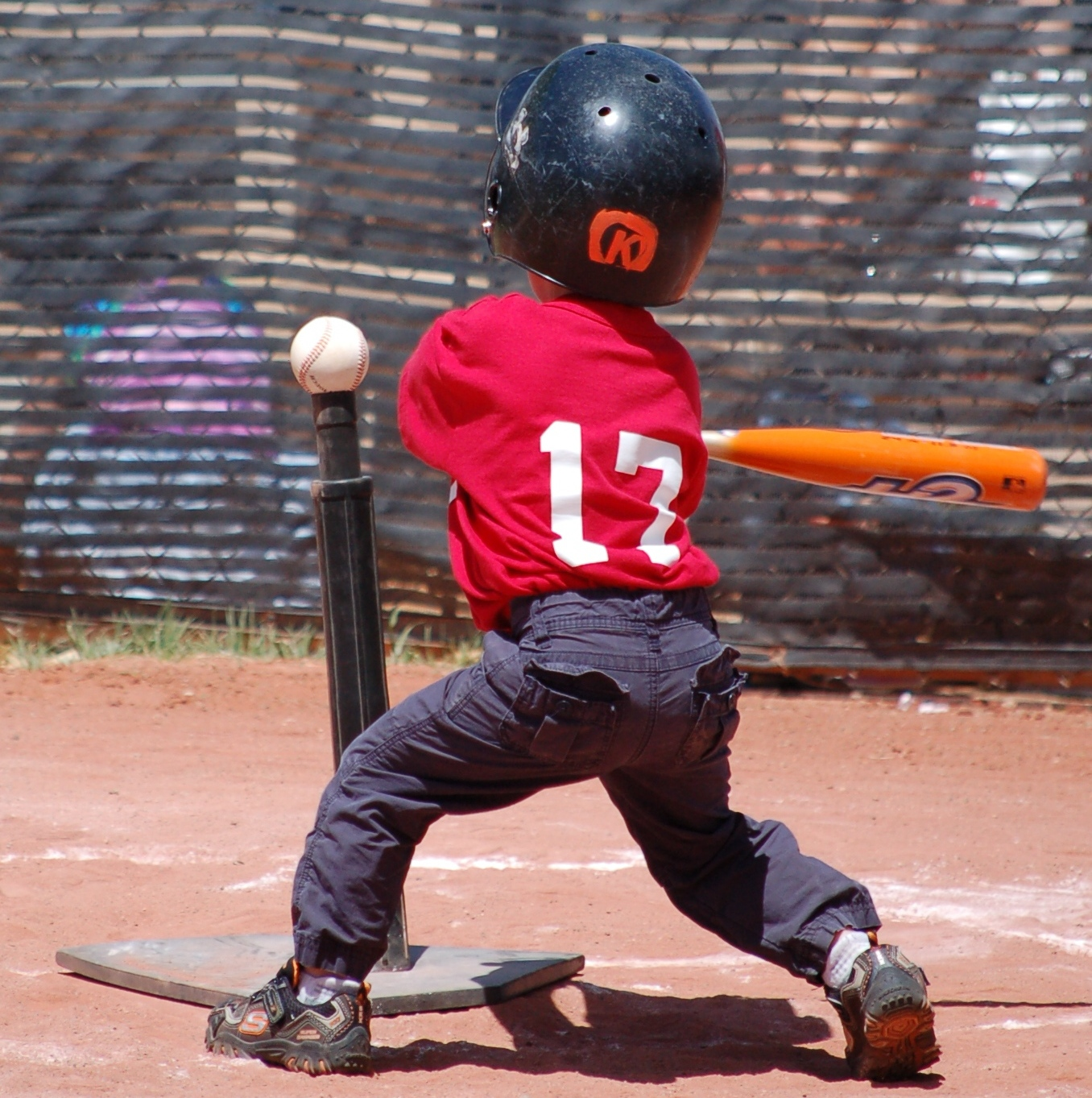
Un frappeur au Tee-ball.

Le Tee-ball (également appelé teeball, tee ball ou T-ball) est un sport collectif consistant en une forme simplifiée du baseball ou du softball, destinée à servir d'introduction aux enfants. Il est notamment pratiqué aux États-Unis.

## Description
Les associations de Tee-ball autorisent généralement les enfants âgés de quatre à sept ans à jouer dans leurs ligues. 

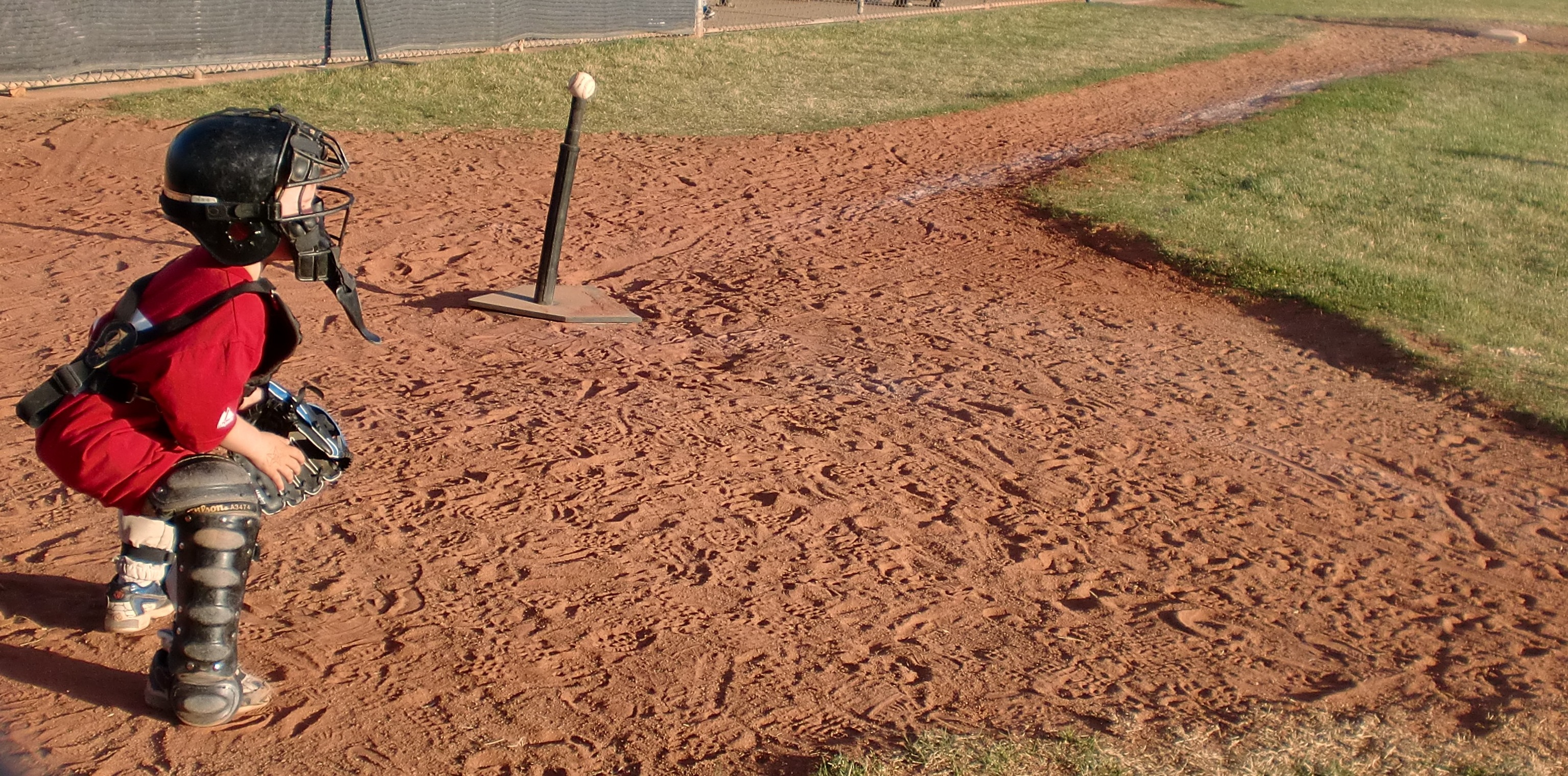
Un jeune receveur s'accroupit derrière le tee.

Un entraîneur de tee-ball définit la composition de l'équipe et les positions sur le terrain dans le carnet de score de l'équipe. Les positions les plus actives au tee-ball sont le lanceur et le joueur de premier but, suivies du reste des positions du champ intérieur. Dans certaines ligues, le receveur est également un poste spécial en raison de l'équipement supplémentaire porté ; dans d'autres ligues, il n'y a pas de receveur. 
La balle est placée sur un tee réglable à une hauteur appropriée pour le frappeur. Parfois, les entraîneurs adultes donnent au frappeur l'occasion d'essayer de frapper quelques balles lancées avant d'aller au tee afin de développer ses compétences au bâton. Au tee-ball, le lanceur est donc généralement uniquement utilisé à des fins défensives. 
La plupart des autres règles sont similaires ou identiques à celles du baseball, bien que le jeu se joue sur un terrain plus petit, généralement celui utilisé pour la Little League ou d'autres types de baseball pour les jeunes. De plus, pour les plus jeunes joueurs de tee-ball, les points et les retraits ne sont souvent pas enregistrés, et chaque joueur peut frapper à chaque manche.

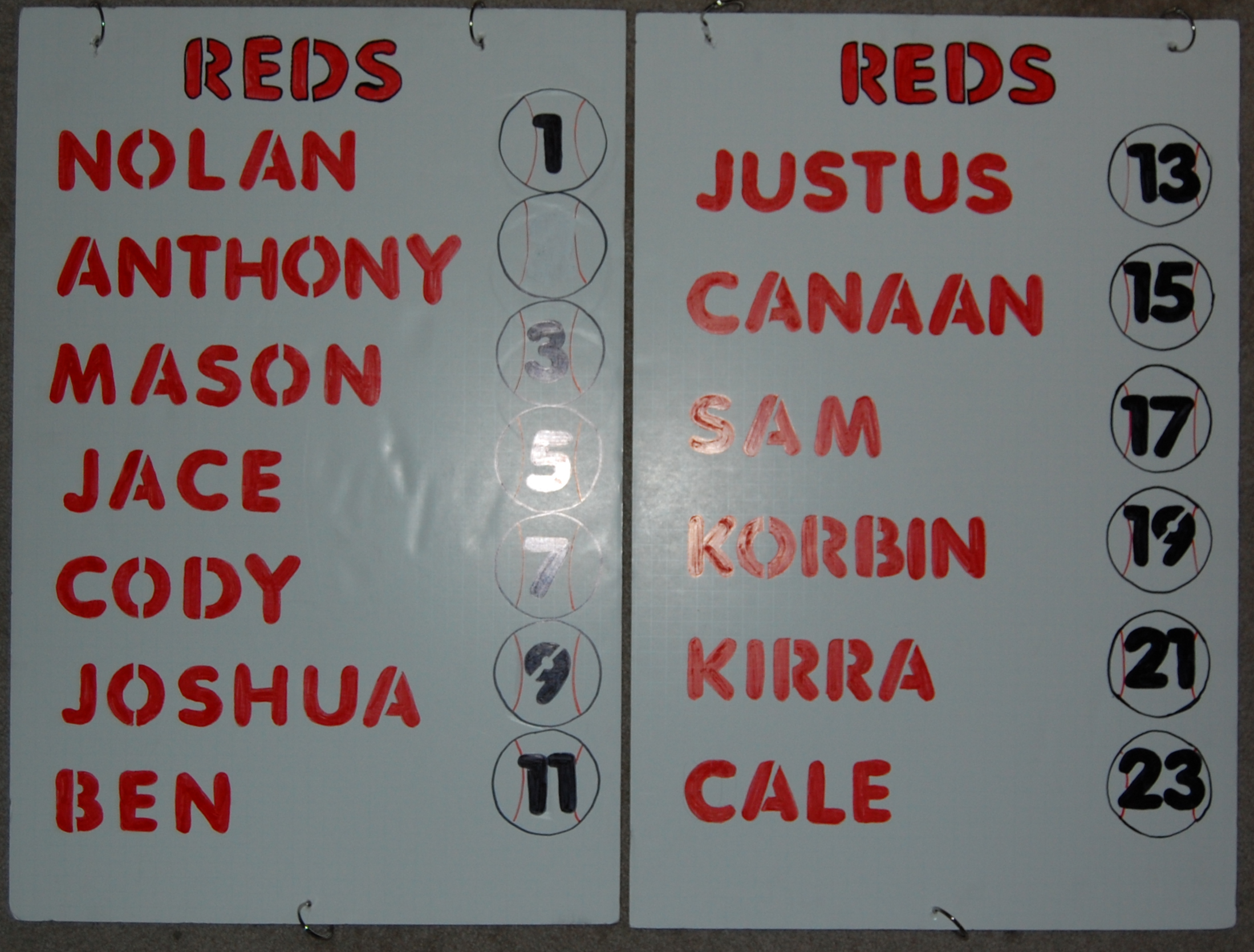
Exemple de panneau indiquant la liste des joueurs de tee-ball.

Les parents encadrent généralement le match et assument également la fonction d'arbitre.

## Histoire
Les origines du jeu remontent au moins aux années 1950, plusieurs personnes prétendant être le père du jeu. Il semble avoir été inventé indépendamment à plusieurs endroits. 
Albion, dans le Michigan, prétend être le premier lieu d'invention de ce sport, en 1956, par Jerome Sacharski. Claude Lewis, directeur du département des loisirs Warner Robins, en Géorgie, crée quant à lui une ligue de tee-ball en mars 1958. Lewis conçoit les règles du nouveau jeu et envoie les livres de règles aux services de loisirs d'autres localités des États-Unis. Néanmoins, la ville de Starkville, dans le Mississipi, affirme avoir créé le tee-ball de manière indépendante en 1961.
Une marque « Tee Ball » est déposée en avril 1971 puis enregistrée en février 1973 auprès du bureau des brevets et des marques des États-Unis par Robert Dayton Hobbs (1924-2006), pasteur d'une église chrétienne fondamentaliste qu'il a fondée à Milton, en Floride, et également organisateur à la fin des années 1950 du premier programme organisé de baseball pour les jeunes dans le comté de Santa Rosa. 
En 2005, il est estimé que 2,2 millions d'enfants jouent au tee-ball aux États-Unis.

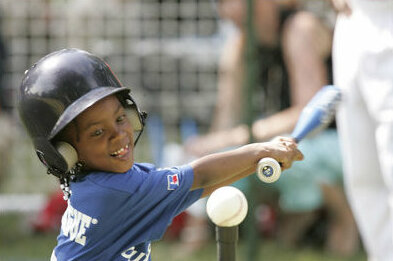
Un joueur lors de la.

Avec la White House Tee Ball Initiative (en), le président américain George W. Bush a organisé des matchs de tee-ball sur la pelouse de la Maison Blanche.